# پاپامکولام
پاپامکولام (به لاتین: Paapamkulam) یک منطقهٔ مسکونی در سری‌لانکا است که در استان شمالی (سری‌لانکا) واقع شده‌است.